# Ловро фон Матачич

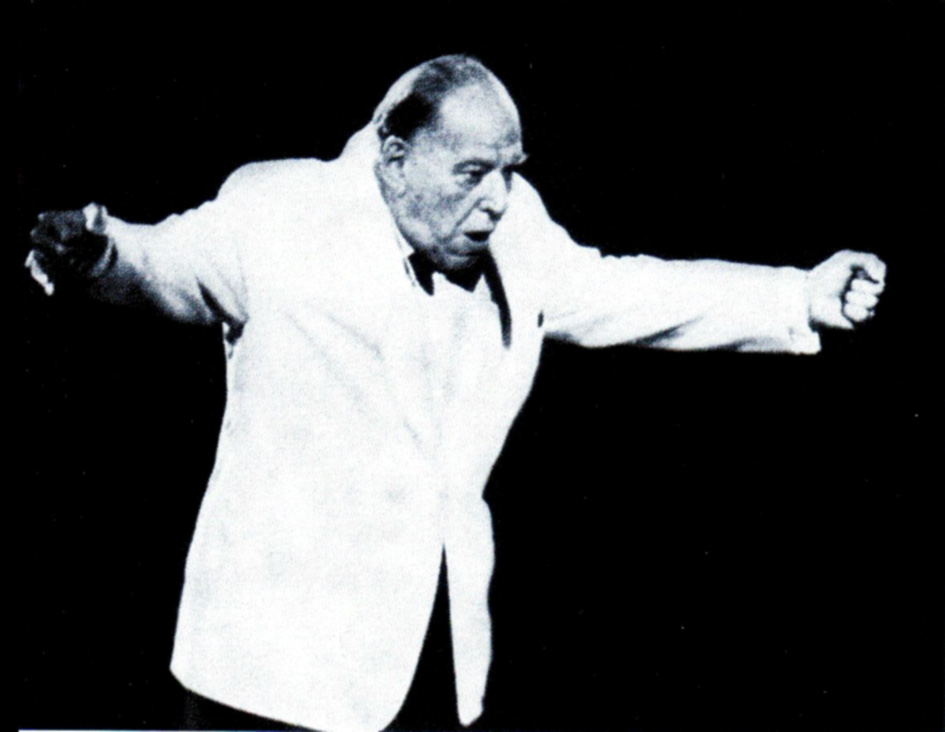

Ловро фон Матачич (хорв. Lovro von Matačić; 14 лютого 1899, Сушак, поблизу Рієки — 4 січня 1985, Загреб) — хорватський диригент та композитор. Інспектор військових оркестрів Хорватської армії під час Другої світової війни. В'язень комуністичних концтаборів.

## Біографія
Ловро фон Матачич народився шляхетній родині, що отримала аристократичний титул ще в 17 столітті. У дитинстві майбутній композитор був постійно оточений музикою та мистецтвом, оскільки батько був оперним співком, а мати - акторкою. Коли батьки розлучилися, Лавро переїхав до Відня, де з 1908 він співак Віденського хору хлопчиків. Пізніше навчався у Віденській консерваторії по класу фортепіано, органу, диригування і композиції. 
З 1916 — корепетитор оперного театру у Кельні. З 1919 — оперний диригент у містах Сербії, Хорватії та Словенії — Белграді, Загребі, Осієку, Любляні. У 1938—41 — директор Белградської опери, а з відновленням Хорватської держави — інспектор військових оркестрів Збройних Сил Хорватії. У квітні 1945 заарештований комуністами сербами та випроваджений до концтабору. Випущений звідти за клопотанням дружини і відправлений організовувати оперний театр у столиці новоствореної Республіки Македонія. З 1948  — диригент тоді ж організованого оперного театру у Скоп'є. 
З 1956 — головний диригент Державної капели у Дрездені і Державної опери у Берліні. З 1961 — директор опери у Франкфурті-на-Майні, одночасно працював у Відні. 
З 1970 — головний диригент Загребської філармонії, почесний диригент Японського симфонічного оркестру у Токіо. Гастролював як симфонічний і оперний диригент у багатьох європейських країнах і США.
У виконавському мистецтві Матачича, художника виключно різнобічного обдарування, романтичний розмах і проникливість поєднуються з глибиною і тонкістю інтерпретації. Автор музичних творів (п'єси для оркестру, пісні для хору з оркестром, музики для театру).